# Drag Race Holland
Drag Race Holland est une émission de téléréalité néerlandaise basée sur la série télévisée américaine RuPaul's Drag Race, diffusée sur Videoland aux Pays-Bas ainsi que sur WOW Presents Plus à l'international.
Drag Race Holland est la quatrième version internationale de la franchise Drag Race à être annoncée, après Drag Race Thailand en Thaïlande, RuPaul's Drag Race UK au Royaume-Uni et Canada's Drag Race au Canada.
L'émission est un concours de drag queens au cours de laquelle est sélectionnée la « prochaine superstar néerlandaise du transformisme ». Chaque semaine, les candidates sont soumises à différents défis et sont évaluées par un groupe de juges dont font partie Fred van Leer et d'autres personnalités qui critiquent la progression des participantes et leurs performances.
Le lancement de la série est annoncé le 14 août 2020 par World of Wonder.

## Format

### Mini challenge
Le mini challenge consiste souvent en une tâche ordonnée aux candidates au début d'un épisode avec des prérequis et des limitations de temps. La ou les gagnante(s) du mini challenge sont parfois récompensées par un cadeau ou un avantage lors du maxi challenge. Certains épisodes ne présentent pas de mini challenge.

### Maxi challenge
Il peut s'agir d'un défi individuel ou d'un défi de groupe. Les thèmes des maxi challenges sont très variés, mais sont souvent similaires de saison en saison : les candidates ont souvent pour défi de confectionner une ou plusieurs tenues selon un thème précis, parfois en utilisant des matériaux non conventionnels. D'autres défis se concentrent sur la capacité des candidates à se présenter face à une caméra, à se représenter sur de la musique ou humoristiques.

### Défilé
Après le maxi challenge, les candidates défilent sur le podium principal de RuPaul's Drag Race. Le défilé est composé de la tenue confectionnée par les candidates pour le défi ou d'une tenue au thème assigné aux candidates avant l'émission et annoncé au début de la semaine : cette tenue est généralement amenée au préalable par les candidates et n'est pas préparée dans l'atelier. Le défilé fait généralement partie du jugement final des candidates.

### Juges deDrag Race Holland
Après le défi et le défilé de la semaine, les candidates font face à un panel de jurés afin d'entendre les critiques de leur performance. Le jugement se compose de deux parties ; une première partie avec les meilleures et pires candidates de la semaine sur le podium et une deuxième partie de délibérations entre les juges en l'absence de toutes les candidates.
| Hôte            | Saison     | Saison     |
| Hôte            | 1          | 2          |
| --------------- | ---------- | ---------- |
| Fred van Leer   | Principal  | Principal  |
| Nikkie Plessen  | Principale |            |
| Marieke Samallo |            | Principale |
| Carlo Boszhard  | Invité     | Principal  |
| Raven van Dorst | Invité     | Principal  |

#### Juges invités
Des personnalités sont souvent invitées dans le panel des jurés. Leur présence peut avoir un rapport avec le thème du défi de la semaine ou avec la chanson prévue pour le lip-sync de l'épisode.
Saison 1
- Nikkie de Jager, YouTubeuse et maquilleuse néerlandaise ;
- Roxeanne Hazes, chanteuse néerlandaise ;
- Rick Paul van Mullingen, acteur néerlandais ;
- Amber Vineyard, ambassadrice néerlandaise ;
- Carlo Boszhard, présentateur télévisé néerlandais ;
- Ruth Jacott, chanteuse néerlandaise ;
- Loiza Lamers, mannequin néerlandaise ;
- Raven van Dorst, chanteur et présentateur télévisé néerlandais ;
- Edsilia Rombley, chanteuse néerlandaise.

### Lip-syncs
Lors de chaque épisode, les candidates en danger d'élimination doivent « lip sync for their lives » (« faire un lip-sync pour sauver leur vie ») sur une chanson annoncée au préalable afin d'impressionner les juges. Après la performance, la gagnante du lip-sync, qui reste dans la compétition, est annoncée, tandis que la candidate perdante est éliminée de la compétition.

#### Lip-syncs sans éliminations
| Saison | Épisode | Candidate   | vs. | Candidate     | Chanson                            | Artiste        | Candidate éliminée |
| ------ | ------- | ----------- | --- | ------------- | ---------------------------------- | -------------- | ------------------ |
| 1      | 7       | Ma'Ma Queen | vs. | Miss Abby OMG | "Stronger (What Doesn't Kill You)" | Kelly Clarkson | Aucune             |

## Récompenses
Chaque saison, la gagnante de l'émission reçoit une sélection de récompenses.
Saison 1 :
- Un photoshoot pour la couverture de Cosmopolitan ;
- Une robe haute couture d'une valeur de 18 000 euros de Claes Iversen.

Saison 2 :
- 15 000 euros ;
- Un stand pour le Milkshake Festival de 2022.

## Résumé des saisons
| Saison | Date de première diffusion | Date de dernière diffusion | Gagnante            | Seconde(s)     | Récompenses |
| ------ | -------------------------- | -------------------------- | ------------------- | -------------- | --- |
| 1      | 18 septembre 2020          | 6 novembre 2020            | Envy Peru           | Janey Jacké    | - Un photoshoot pour la couverture de Cosmopolitan - Une robe haute couture d'une valeur de 18 000 euros de la part de Claes Iversen |
| 2      | 6 août 2021                | 24 septembre 2021          | Vanessa Van Cartier | My Little Puny | - 15 000 euros - Un stand pour le Milkshake Festival de 2022                                                                         |

### Progression des candidates
|                    | Saison 1                  | Saison 2            |
| ------------------ | ------------------------- | ------------------- |
| Première diffusion | 18 septembre 2020         | 6 août 2021         |
| Épisodes           | 8                         | 8                   |
|                    |                           |                     |
| Gagnante           | Envy Peru                 | Vanessa Van Cartier |
| Seconde(s)         | Janey Jacké               | My Little Puny      |
| 3e Place           | Ma'Ma Queen Miss Abby OMG | Vivaldi             |
| 4e Place           | Ma'Ma Queen Miss Abby OMG | Keta Minaj          |
| 5e Place           | ChelseaBoy                | Tabitha             |
| 6e Place           | Sederginne                | The Countess        |
| 7e Place           | Madame Madness            | Ivy-Elyse           |
| 8e Place           | Megan Schoonbrood         | Love Masisi         |
| 9e Place           | Patty Pam-Pam             | Reggy B             |
| 10e Place          | Roem                      | Juicy Kutoure       |

## Saison 1 (2020)
La première saison de Drag Race Holland est diffusée à partir du 18 septembre 2020 sur Videoland. Le casting est composé de dix candidates. Les juges principaux sont Fred van Leer et Nikkie Plessen.
La gagnante de la saison est Envy Peru, avec Janey Jacké comme seconde.

## Saison 2 (2021)
La deuxième saison de Drag Race Holland est diffusée à partir du 6 août 2021 sur Videoland. Le casting est composé de dix candidates. Les juges principaux sont Fred van Leer, Marieke Samallo, Carlo Boszhard et Raven van Dorst.
La gagnante de la saison est Vanessa Van Cartier, avec My Little Puny comme seconde.